# Hedley Herbert Finlayson
Hedley Herbert Finlayson (1895 – 1991) è stato un naturalista australiano.
Fin dai primi anni venti iniziò ad interessarsi allo studio dei mammiferi endemici dell'Australia. Fu lui a scoprire, nell'angolo nord-orientale dell'Australia Occidentale, l'unico cranio a noi noto del ratto canguro del Lago Mackay (Lagorchestes asomatus), specie oggi estinta. Nel 1930 divenne Curatore Onorario dei Mammiferi al Museo dell'Australia Occidentale, carica che mantenne fino al suo ritiro nel 1965.
Dei suoi viaggi a dorso di cammello nel deserto australiano troviamo una vasta testimonianza nel libro The Red Centre. Man and Beast in the Heart of Australia (Il Centro Rosso. Uomo e Animali nel Cuore dell'Australia, 1935).